# Baron Aberdare

Baron Aberdare, z Duffrynu v hrabství Glamorgan, je šlechtický titul ve Spojeném království. Vytvořen byl 23. srpna 1873 pro liberálního politika Henryho Bruce. V letech 1868-1873 sloužil jako domácí sekretář.

## Seznam baronů
- Henry Bruce, 1. baron Aberdare (1815–1895)
- Henry Bruce, 2. baron Aberdare (1851–1914)
- Clarence Bruce, 3. baron Aberdare (1885–1957)
- Morys Bruce, 4. baron Aberdare (1919–2005)
- Alastair Bruce, 5. baron Aberdare (nar. 1947)

Jeho nástupcem je Hector Morys Napier Bruce (nar. 1974)